# Chapterhouse
I Chapterhouse sono un gruppo shoegaze britannico originario di Reading nel Berkshire.
Si sono formati nel 1987 da Andrew Sherriff e Stephen Patman, hanno iniziato come band di supporto degli Spacemen 3.

## Storia
La formazione originale era composta da Andrew Sherriff (chitarra/voce), Stephen Patman (chitarra/voce), Simon Rowe (chitarra), Dale Robertson (chitarra), Jon Curtis (basso) e Ashley Bates (batteria).
Per più di un anno decisero di non registrare demo facendo solo concerti. Vennero all'inizio etichettati come gruppo acid rock ma i concerti di supporto agli Spacemen 3 li fecero poi accomunare ai gruppi shoegaze attivi in quel periodo (Slowdive, Lush, Ride).
Il batterista Curtis fu sostituito da Russell Barrett (7/11/1968), in questo periodo firmarono con la Dedicated, con la quale pubblicarono i primi singoli tra i quali Pearl che vide la partecipazione di Rachel Goswell degli Slowdive e raggiunse il 67º posto nella UK chart.
Il primo album Whirlpool del 1991 fu un buon successo, (23º posto nella classifica inglese). In quell'anno parteciparono al Reading Festival salendo sul palco subito dopo la performance dei Nirvana.
Nel 1993 il gruppo pubblicò il secondo album Blood Music, dal quale furono estratti i singoli She's a Vision e We Are the Beautiful di discreto successo, che però fu ritirato dal commercio in seguito ad una causa per violazione di copyright in un campionamento. L'album fu remixato dalla Global Communication che lo pubblico con il titolo di Pentamerous Metamorphosis.
L'anno seguente il gruppo si sciolse, venne pubblicato nel 1996 l'album Rownderbout contenente singoli e rarità. Sheriff formò i Bio.com, Bates i Cuba, Rowe si unì ai Mojave 3. Gli album furono ristampati dalla Cherry Red Records nel 2006.
Per 15 anni il gruppo rimase nell'oblio, nel 2008 suonarono con Ulrich Schnauss al Truck Festival. Ritornarono sul palco nel 2009 sempre con Schnauss e nel 2010 partirono per un breve tour in Giappone e nel Nord America.

## Formazione
- Andrew Sherriff (16/5/1969, Wokingham, chitarra/voce)
- Stephen Patman (8/11/1968, Windsor, Berkshire; chitarra/voce)
- Simon Rowe (23/6/1969, Reading, Berkshire; chitarra)
- Dale Robertson (19/6/1970, Nottingham; chitarra)
- Jon Curtis (basso)
- Ashley Bates (2/11/1971, Reading; batteria).

## Discografia

### Album in studio
- Whirlpool (1991, riedito nel 2006) - UK #23[2]
- Blood Music (1993)

### Raccolte
- Rownderbowt (1996)
- The Best of Chapterhouse (2007)

### EP
- Freefall (1990)
- Sunburst (1990)

### Singoli
- Something More" (1990)
- Pearl (1991) - UK #67[2]
- Falling Down (1991) promo[3]
- Mesmerise (1991) - UK #60[2]
- Mesmerise (remix) (1991)
- Don't Look Now (1992)
- She's a Vision (1993)
- We Are the Beautiful (1993)